# 安八町立中央公民館
安八町立中央公民館（あんぱちちょうりつちゅうおうこうみんかん）は、岐阜県安八郡安八町が管理・運営する公共施設（公民館）である。
単に中央公民館とも称する。安八町中央公民館とも表記されることもあるが、条例上の正式名称は安八町立中央公民館である。

## 概要
- 社会教育法第24条の規定に基づき設置された公民館である[2]。
- 建物は1980年（昭和55年）12月に着工し、1982年（昭和57年）3月20日に竣工する[1]。
- 開館当初は図書室が設置されていたが、2003年（平成15年）に開館したハートピア安八に移転（ハートピア安八図書館）している[1]。
- 安八町役場の組織の一部（学校教育課、生涯学習課）が設置されている。

## 施設内容
1階
- 大ホール　固定席733席
  - 控室
- 講堂
- ロビー展示場
- 小会議室
- 中会議室

2階
- 大会議室
- 小会議室
- 研修室
- 和室研修室

## 利用案内
- 所在地：岐阜県安八郡安八町南今ヶ渕400番地
- 開館時間：
  - 9:00 - 17:00　※日曜日[3]
  - 9:00 - 22:00　※日曜日以外[3]
- 休館日：月曜日（月曜日が祝日まの場合は翌日）、年末年始[3]

## 交通アクセス
- 名阪近鉄バス「安八町役場」バス停より徒歩約3分。
  - 大垣駅（大垣駅前バスのりば）より羽島線「岐阜羽島駅」行き。
  - 岐阜羽島駅より羽島線「大垣駅前」「ソフトピアジャパン」行き。
  - 穂積駅より安八穂積線「安八温泉」行き。
- 安八コミュニティバス北部線、南部線「安八町役場」または「ハートピア安八」バス停より徒歩約3分。

## 周辺施設
- 安八町役場
- ハートピア安八
- 安八町保健センター